# Primorsko-Akhtarsk
Primorsko-Akhtarsk - Приморско-Ахтарск (rus) és una ciutat del krai de Krasnodar, a Rússia. Es troba a la vora de la mar d'Azov, a l'oest de la desembocadura del riu Beissug. És a 129 km al nord-est de Krasnodar.
Pertanyen a aquesta ciutat els possiolki de Primorski i Ogorodni i el khútor de Sadkí.

## Història
El 1774 l'exèrcit imperial rus va prendre poder de la fortalesa d'Akhtar-Bakhtar durant la guerra russo-turca de 1768-1774, i alhora, el 1778, hi construí la fortalesa Akhtarsk a l'emplaçament de l'actual ciutat. El 1829, amb la pèrdua de significat militar, al costat de la fortalesa s'inicià la construcció de la vila, un khútor amb el nom d'Akhtarski, poblada amb cosacs de la mar Negra. El 1900 aconseguí l'estatut de stanitsa, amb el nom de Primorsko-Akhtàrskaia. El 1914 hi arribà el tren, de la línia de Timaixovsk, i finalment el 1949 rebé l'estatus de ciutat amb el seu nom actual.

## Demografia
| 1959   | 1970   | 1979   | 1989   | 2000   | 2003   | 2010   | 2014   |
| ------ | ------ | ------ | ------ | ------ | ------ | ------ | ------ |
| 22 000 | 26 000 | 27 900 | 30 000 | 34 100 | 32 700 | 32 257 | 31 740 |